# Sven Havsteen-Mikkelsen
Sven Havsteen-Mikkelsen (16. september 1912 i Argentina – 14. februar 1999 i Ærøskøbing) var en dansk kunstmaler. Han er søn af Johan Theodor Havsteen og Ella Holm-Jensen. Forældrene blev skilt og hans mor giftede sig med polarforskeren, kaptajn Ejnar Mikkelsen som adopterede Sven Havsteen i 1919. Sven Havsteen-Mikkelsen boede hos ham i Gudhjem i trediverne og fra 1972 til sin død på Ærø. Han var aktiv i modstandsbevægelsen under Danmarks besættelse.
Som ung foretog han sammen med adoptivfaderen Ejnar Mikkelsen flere sørejser til Grønland, Island og Færøerne, hvor han blev fortrolig med de nordiske motivkredse.
Havsteens kunstneriske uddannelse var ved kunstnere som Fritz Syberg, Johannes Larsen, Oluf Høst og Elof Riseby på Kunstakademiet i Oslo. Rejser i det danske landskab med Martin A. Hansen og Ole Wivel gjorde Havsteen fortrolig med den danske middelalder og kirkekunsten.
Han arbejdede bl.a. med landskabsmalerier, kopier frit efter ældre kunst, glasmaleri, skulptur og illustrationer (træsnit, bl.a. til Martin A. Hansens Orm og Tyr (1954) samt frimærker sammen med sin søn Alan Havsteen-Mikkelsen. I forbindelse med samarbejdet med Martin A. Hansen var han knyttet til kredsen omkring tidsskriftet Heretica (1948-53), som var kritisk over for den herskende tro på rationalismen og i stedet anså poesien og den kunstneriske erkendelse som væsentlige redskaber i forsøget på at vride sig løs af efterkrigstidens kulturkrise.
De nordatlantiske landskaber gav ham inspiration til over 60 kirkeudsmykninger i kirker i Norden. Disse arbejder omfatter altertavler, glasmosaikker og farvevalg i kirkerne.
Han kom tæt på hvalfangere og fiskere, der levede på kanten af det mulige, og hvor religionen spillede en markant rolle. Sven Havsteen-Mikkelsen sagde selv, at formålet med hans kirkekunst var at bringe evangeliet ind i rummet og gøre det gældende.
Sven Havsteen-Mikkelsens familie har skænket en samling af portrætskitser, litografier, bogillustrationer og glasmosaikker til Ærø Museum. Johannes Larsen Museet har modtaget en lang række skitser og træsnit, samt træsnitstokke, og omkring 120 af kustnerens dagbøger. Museet for Religiøs Kunst har til deres samling fået udkast til diverse kirkearbejder, og til Oluf Høst Museet er der blevet givet værker med tilknytning til Sven Havsteen-Mikkelsens tid på Bornholm. Endelig er køs museet for kunst i det offentlige rum blevet beriget med en række skitser.

## Uddannelse
- 1929: I lære som sølvsmed hos Georg Jensen
- 1929: Teknisk Skole
- 1929: Elev af Olivia Holm-Møller
- 1929-32 Elev af Fritz Syberg
- Foråret 1932 Elev på Peter Rostrup Bøyesens malerskole
- 1932-33 Elev af Oluf Høst
- 1933-34 Statens Kunstakademi, Oslo, under Elof Risebye, Axel Revold og Per Krohg

## Repræsenteret på danske museer
- Statens Museum for Kunst
- Ærø Museum
- Vestsjællands Kunstmuseum
- Fyns Kunstmuseum
- Herning Kunstmuseum
- Ribe Kunstmuseum
- Vejle Kunstmuseum
- Bornholms Kunstmuseum
- Johannes Larsen Museet
- Kunstmuseet Trapholt
- Randers Kunstmuseum
- Skive Kunstmuseum
- Sønderjyllands Kunstmuseum
- Kunstmuseet Brundlund Slot
- Sønderborg Slot
- Schæffergården

## Kirkeudsmykninger
- 1956 Dølby Kirke; Trefløjet maleri af "Nedtagelsen fra Korset", med koloristiske fremstillinger af morgendæmning og aftenrøde i sidefløjene
- 1964 Sankt Jørgens Kirke, Svendborg; 3 glasmosaikker i koret
- 1965 Hørby Kirke; Altertavle med genopstandelsen
- 1966 Gosmer Kirke; Altertavle med oliemalerier og glasmosaikruderne i våbenhuset
- 1967 Tarm Kirke; Altertavle med glasmosaik kaldet "Kvinderne ved graven
- 1968 Humlebæk Kirke; Altermosaik, som forestiller lysets kamp mod mørket eller livets kamp mod døden
- 1969 Paavia Kirke; Qasigiannguit (Christianshåb) Altertavlen er en glasmosaik, prydet med et stort kors, lagt over en gylden solskive. Herom grupperer sig grønlændere – en isbjørn, hvaler og fisk samt en kajak og en konebåd. Endelig ser man hedenske ånder vige for kristendommens lys
- 1969 Gentofte Kirke; Apsisvinduer med glasmosaik
- 1969 Ordrup Kirke; Apsisvinduerne med tegn i sol, måne og stjerner. De tykke røde og gule glas skaber en varm og lidt mystisk stemning og fungerer som baggrund for altret
- 1970 Aunsø Kirke; Østvinduet med glasmosaik fungerer som altertavle
- 1970 Røgen Kirke Udsmykning af alteret
- 1971 Klarup Kirke; Glasmosaik i tårn-rum
- 1972 Sørup Kirke; Glasmosaik over tårnrummets vestindgang, inspirationen er salmebogens nr.350: Himlene, Herre, fortælle din ære, mesterens pris af hvælvingen blå, solen og månen og stjernernes hære vise os, hvad dine hænder formå
- 1973 Sørup Kirke; Glasmosaik i tårnrummets sydvindue, her er motivet Johannes-evangeliet kap.12 v.24 om Jesus død og opstandelse
- 1973 Bregninge Kirke; Glasmosaik i kapellet i det sydøstlige hjørne af kirkegården
- 1973 Vor Frue Kirke, Svenborg; Tredelt glasmosaik i korets nordvæg
- 1974 Asperup Kirke; Alterbillede som forestiller Kristus der bryder brødet i Emmaus
- 1975 Asp Kirke; Altertavle som en mosaikrude i korets østgavl med motivet "Vandringen til Emmaus"
- 1976 Giver Kirke; Glasmosaik opsat i det oprindelige østvindue
- 1976 Hellum Kirke; Altertavle med maleri med Kristus i Emnanus
- 1976 Hårby Kirke; Trefløjede altertavle. I åben tilstand ser man fødslen, i lukket tilstand ser man Golgatha
- 1977 Alderslyst Kirke; Kirkens mosaikruder og nye farver i kirkerummet
- 1977 Brejning Kirke; Maleri af Jesu Korsfæstelse på altertavle fra begyndelsen af 1600-tallet
- 1977 Folding Kirke; Kristus stiller stormen på Genezareth sø. Trefløjet altertavle
- 1977 Gullev Kirke; Altertavle fra 1769 med Havsteens maleri: "Jesus i Getsemane have"
- 1990 Stege Kirke; Alterrude med glasmosaik i lyseblå farver
- 1991 Sankt Nicolai Kirke, Rønne; Altermaleri med Jesus og apostlene i havsnød på Genezaret sø. "Jesus stiller stormen på søen". Jesus står klædt i rødt i den båd, som disciplen, hvis søsyge kontur skimtes, helt har opgivet at styre. Jesus strækker sin hånd ud over det hav, som et øjeblik efter falder til ro. I billedets øverste højre felt ses sollyset, der atter bryder frem.
- 1991 Húsavík kirke på Færøerne; altertavle med motiv fra 2. Påskedag, fra Lukas 22, 13-35[1]
- 1993 Husum danske Kirke; Krucifikset skåret i træ
- 1999 Gammel Holte Kirke; Altertavle formet som en glasmosaik med korsfæstelsen som motiv
- 1999 Rødding Sognekirke; Alterparti med forgyldt kors og glasmosaik

St. Brøndum (1976); Risskov (1977); Gl. Holte (1978); Todbjerg (1979); Ringe (1980); Hurup (1981); Sir (1981); Resen ved Skive (1983); Virring (1983); Ikast (1985); Menighedshuset, Tórshavn (1985); Malt (1985); Dallerup (1986); Naur (1986); Skellerup (1986); Virring (1986); Malling (1988); Mariak., Tórshavn (1988); Skt. Jørgens K., Åbenrå (1988); Vejgaard ved Aalborg (1989); Husum (1990); St. Tåstrup (1990); Vereide, Norge (1990); Hundstrup (1991); Torup ved Langå (1991); Skt. Jørgens K., Åbenrå (1992); Markuskirken, Århus 1996.
I Søbygaardssalen på Søbygård, Ærø er der en fast udstilling af forlæg til glasmosaikker af Sven Havsteen-Mikkelsen.

## Øvrige udsmykninger
- 1970 Bronzerelief ved Brattahlíð, Qassiarsuk, Grønland.
- 1985 Bronzelåge til Frederik 9. kapel på Domkirkepladsen i Roskilde.

## Hæder, priser og legater
- Bielke 1943
- Hielmstierne-Rosencrone 1943
- Bent von Müllen
- Ralph Harman Booth 1947
- Robert Storm Petersen
- Carlsons Pris 1957
- Eckersberg Medaillen 1960
- Dansk Færøsk Kulturfonds Pris
- Winkel og Magnussens Legat
- Henry Heerups Legat
- Statens Kunstfond 1964
- Statens Kunstfonds Livsvarig ydelse fra 1985
- Admiral Hammerichs Mindelegat fra Fondet for Dansk-Norsk Samarbejde 1987
- Kaj Munk Pris 1994.